# Grégoire Barrère
Grégoire Barrère (nació el 16 de febrero de 1994) es un jugador de tenis profesional francés.
Barrère hizo su debut en un Grand Slam cuadro principal en el Abierto de Francia 2016, donde recibió un comodín, pero perdió ante David Goffin en la primera ronda.

## Títulos Challenger

### Individual (6)
| Leyenda             | Individuales | Dobles |
| ------------------- | ------------ | ------ |
| ATP Challenger Tour | 6            | 5      |

| N.º | Fecha                 | Torneos               | Superficie | Oponente        | Resultado     |
| --- | --------------------- | --------------------- | ---------- | --------------- | ------------- |
| 1.  | 25 de marzo de 2018   | Challenger de Lille   | Dura (i)   | Tobias Kamke    | 6–1, 6–4      |
| 2.  | 3 de febrero de 2019  | Challenger de Quimper | Dura (i)   | Daniel Evans    | 4–6, 6–2, 6–3 |
| 3.  | 24 de marzo de 2019   | Challenger de Lille   | Dura (i)   | Yannick Maden   | 6–2, 4–6, 6–4 |
| 4.  | 2 de octubre de 2022  | Challenger de Orléans | Dura (i)   | Quentin Halys   | 4-6, 6-3, 6-4 |
| 5.  | 30 de octubre de 2022 | Challenger de Brest   | Dura (i)   | Luca Van Assche | 6-3, 6-3      |
| 6.  | 29 de enero de 2023   | Challenger de Quimper | Dura (i)   | Arthur Fils     | 6-1, 6-4      |

### Finalista (7)
| N.º | Fecha      | Torneos                       | Superficie    | Oponente           | Resultado        |
| --- | ---------- | ----------------------------- | ------------- | ------------------ | ---------------- |
| 1.  | 08.03.2015 | Challenger de Quimper         | Dura (i)      | Benoît Paire       | 4–6, 6–3, 4–6    |
| 2.  | 20.05.2018 | Challenger de Burdeos         | Tierra batida | Reilly Opelka      | 7–6(5), 4–6, 5–7 |
| 3.  | 29.09.2019 | Challenger de Orléans         | Dura (i)      | Benoît Paire       | 3–6, 5–7         |
| 4.  | 28.03.2021 | Challenger de Lille           | Dura (i)      | Zizou Bergs        | 6–4, 1–6, 6–7(5) |
| 5.  | 30.01.2022 | Challenger de Quimper         | Dura (i)      | Vasek Pospisil     | 4–6, 6–3, 1–6    |
| 6.  | 08.05.2022 | Challenger de Aix-en-Provence | Tierra batida | Benjamin Bonzi     | 4–6, 4–6         |
| 7.  | 24.07.2022 | Challenger de Pozoblanco      | Tierra batida | Constant Lestienne | 0–6, 6–7(3)      |

### Dobles (5)
| N.º | Fecha      | Torneos               | Superficie    | Pareja            | Oponentes                          | Resultado           |
| --- | ---------- | --------------------- | ------------- | ----------------- | ---------------------------------- | ------------------- |
| 1.  | 12.06.2016 | Challenger de Lyon    | Tierra batida | Tristan Lamasine  | Jonathan Eysseric Franko Škugor    | 2–6, 6–3, [10–6]    |
| 2.  | 07.01.2017 | Challenger de Bangkok | Dura          | Jonathan Eysseric | Yūichi Sugita Wu Di                | 6–3, 6–2            |
| 3.  | 04.05.2019 | Challenger de Burdeos | Tierra batida | Quentin Halys     | Romain Arneodo Hugo Nys            | 6–4, 6–1            |
| 4.  | 07.11.2020 | Challenger de Parma   | Dura (i)      | Albano Olivetti   | Sadio Doumbia Fabien Reboul        | 6–2, 6–4            |
| 5.  | 30.01.2021 | Challenger de Quimper | Dura (i)      | Albano Olivetti   | James Cerretani Marc-Andrea Hüsler | 5–7, 7–6(7), [10–8] |

### Finalista (1)
| N.º | Fecha      | Torneos             | Superficie | Pareja           | Oponentes                               | Resultado           |
| --- | ---------- | ------------------- | ---------- | ---------------- | --------------------------------------- | ------------------- |
| 1.  | 09.01.2016 | Challenger de Numea | Dura       | Tristan Lamasine | Julien Benneteau Édouard Roger-Vasselin | 7–6(4), 3–6, [10–5] |